# 飯山一郎
飯山 一郎（いいやま いちろう、1946年〈昭和21年〉1月17日 - 2018年〈平成30年〉7月20日）は、日本の発明家。乳酸菌を大量培養する装置「グルンバ・エンジン」で知られる。

## 略歴
1946年栃木県で生まれる。
栃木県立真岡高等学校、立教大学法学部卒業。
1990年、上海で汚泥処理機グルンバ・エンジンを開発。「グルンバ・エンジン」という乳酸菌を培養することで汚泥・悪臭を除去する装置を開発した。同装置を用い、日本だけでなく、台湾、中国、韓国などの荒廃した農地を改良し、肥えた農地を蘇らせるなど、国内外で数多くの実績を残した。
2009年夏頃から中国・広州に渡航し、乳酸菌を大量に培養して、腐敗した農地を乳酸発酵させる農地改良事業を実施。また、中国各地（広州市、佛山市、西安市等）の生ゴミ処理場で除臭作業に従事。
2015年、短編集映画「蘇生」に出演。乳酸菌大量培養で焼酎かすを発酵分解する焼酎蔵を紹介。
2018年7月20日に死去。72歳没。

## 横顔
- 高畠通敏（故人、政治学者）、佐藤誠三郎（故人、政治学者）を師と仰ぎ、山形明郷（故人、古代史家）を人生の師匠と仰いでいた[4]。山形史観を受け継いでおり、徹底的な証拠主義であった。環境問題や医療問題にも精通しており、一見左翼的な活動が多かったが、政治思想的には真正保守の愛国者であった。極左思想の朝日新聞、菅直人政権を徹底的に批判していた[5]。よって極左からの凄まじいバッシングが起きていた。

- 2011年3月11日に発生した福島第一原子力発電所事故によって放射能汚染への人心不安が高まったが、飯山一郎は2011年3月末より、Twitter及びホームページで『米のとぎ汁乳酸菌』を摂取すると免疫細胞（マクロファージ、NK細胞）が増殖し放射線障害を予防できると主張した直後から飯山提案の同調者が一挙に増え、一大乳酸菌ブームになった。後に日本原子力規制委員会のメンバーとなる人物が監修を務める放射能安全説を唱える匿名サイトが、朝日新聞に掲載されたシノドスの記事[6]を元に、『米のとぎ汁乳酸菌で「目やにが大量に出て目が真っ赤」などの体調不良を訴える声もある』[7]と書いた記事がある。これはTwitterに投稿された匿名のツイート[8]を元にしており、飯山一郎の推奨する米のとぎ汁乳酸菌のレシピの事ではなく、悪意のある捏造である。これに対して飯山一郎は「出鱈目で悪質極まりない下の記事。絶対に信用しないこと。」[9]と書いた。そして「その記事は2年半以上も前の古い記事で、根拠のない逆宣伝である」とし、「もしも米とぎ汁乳酸菌は雑菌ウヨウヨで危険だったら、私はとっくの昔に世間様に批判され、非難され、損害賠償に追われて破産している。私はあらゆる事態を想定し懸命に熟慮した上で“米とぎ汁乳酸菌”を世に問うた。これが世間様に歓迎され、受け入れられ、またたく間に自宅培養の“乳酸菌愛用者”が全国に増えていき…、何百万人という大勢の方々が乳酸菌に夢と希望を見いだした。この流れに悪意をもって棹さす記事である[10]」と反論している。

- 晩年、安倍晋三、プーチン、トランプ、金正恩の政治手腕を高く評価していた[11]。洪水や土砂災害を憂い、森林の造林整備と、河川の整備が急務であると訴えていた。

## 著書
- 『横田めぐみさんと金正恩』三五館、2012年1月、ISBN 978-4-88320-552-3
- 『飯山一郎の世界の読み方、身の守り方― 23世紀の新日本人へ向けて、私たちの命をつなげ!』ナチュラルスピリット (2016/1/22) ISBN 978-4864511896

## 論文
- 『微粒子化による汚泥の消散処理プロセス』 (グルンバで汚泥消滅！)
- 『有機物の生分解と発酵菌群による腐敗臭の除去』 (発酵菌液で悪臭解消！)